# Bertric-Burée
Bertric-Burée (okzitanisch: Bertric e Burèia) ist eine französische Gemeinde mit 435 Einwohnern (Stand: 1. Januar 2022) im Département Dordogne in der Region Nouvelle-Aquitaine (vor 2016: Aquitanien). Sie gehört zum Arrondissement Périgueux und zum Kanton Ribérac. Die Einwohner werden Bertricois und Bertricoises genannt.

## Lage
Bertric-Burée liegt etwa 31 Kilometer westnordwestlich von Périgueux. An der nordwestlichen Gemeindegrenze verläuft das Flüsschen Sauvanie. Umgeben wird Bertric-Burée von den Nachbargemeinden Verteillac im Norden, Coutures im Nordosten, Celles im Osten, Villetoureix im Süden, Allemans im Südwesten und Westen sowie Lusignac im Nordwesten.

## Bevölkerungsentwicklung
| Jahr                       | 1962 | 1968 | 1975 | 1982 | 1990 | 1999 | 2006 | 2019 |
| Einwohner                  | 360  | 330  | 308  | 314  | 340  | 393  | 405  | 432  |
| Quellen: Cassini und INSEE |      |      |      |      |      |      |      |      |

## Sehenswürdigkeiten
- Kirche Saint-Pierre-et-Saint-Paul aus dem 13. Jahrhundert, Umbauten aus dem 19. Jahrhundert
- Schloss Burée aus dem 17./18. Jahrhundert

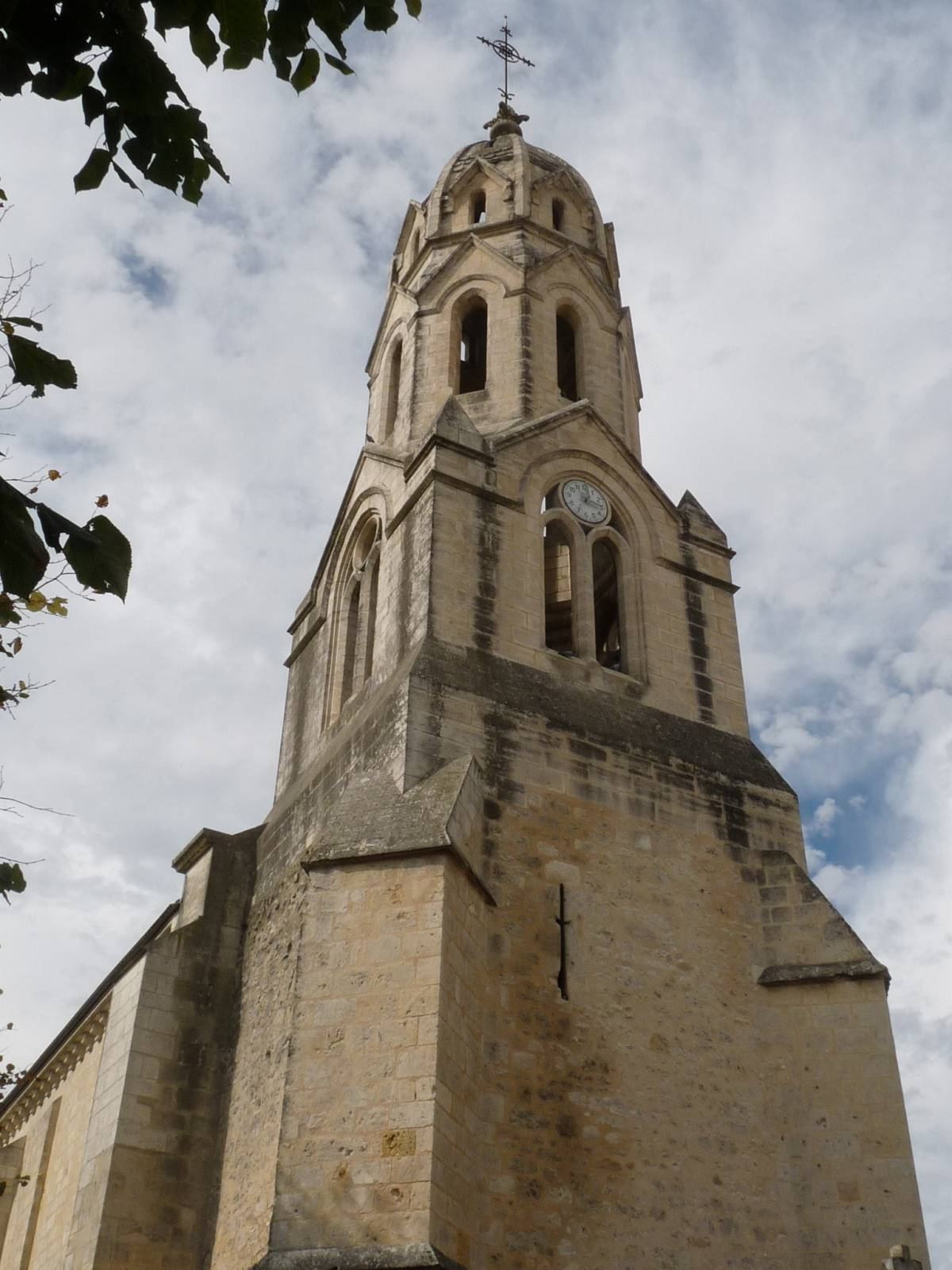
Kirche Saint-Pierre-et-Saint-Paul